# Edge of Darkness (banda sonora)
Edge of Darkness es una banda sonora del músico británico Eric Clapton, publicada por BBC Records & Tapes en noviembre de 1985. Sirvió como banda sonora de la serie de televisión británica Edge of Darkness y ganó un premio Ivor Novello, así como un BAFTA a la mejor música en 1986.

## Composición
Para Eric Clapton, Edge of Darkness supuso su primera experiencia a la hora de componer música cinematográfica para una película. Poco después de participar en la película Brazil de Terry Gilliam, recibió una llamada de la BBC solicitándole que compusiera la banda sonora de Edge of Darkness.
A comienzos de la década de 1990, Clapton interpretó la banda sonora en directo con la National Philharmonic Orchestra bajo la dirección de Michael Kamen. La canción «Edge of Darkness» fue incluida en el álbum en directo 24 Nights.

## Recepción
Edge of Darkness obtuvo en general buenas reseñas de la prensa musical: The Age la calificó como «excepcional», mientras que The Atlanta Journal-Constitucion la definió como «particularmente notable». El sencillo «Edge of Darkness» alcanzó el puesto 65 en la lista británica UK Singles Chart.

## Lista de canciones
| N.º | Título                  | Duración |  |
| 1.  | «Edge of Darkness»      | 3:19     |  |
| 2.  | «Shoot Out»             | 3:48     |  |
| 3.  | «Obituary»              | 2:09     |  |
| 4.  | «Escape From Northmoor» | 3:09     |  |
| 5.  | «Oxford Circus»         | 3:17     |  |
| 6.  | «Northmoor»             | 3:02     |  |